# Fundusz Kościelny
Fundusz Kościelny – fundusz powołany na mocy art. 8 ustawy z 20 marca 1950 roku o przejęciu przez państwo dóbr martwej ręki, poręczeniu proboszczom posiadania gospodarstw rolnych i utworzeniu Funduszu Kościelnego (Dz.U. z 1950 r. nr 9, poz. 87). Miał znajdować się pod nadzorem ministra administracji publicznej. Miesiąc później Sejm zreorganizował administrację centralną i m.in. powołał do życia Urząd do Spraw Wyznań. Odtąd Fundusz Kościelny do 1989 znajdował się w strukturze UdSW jako samodzielny referat.
Obecnie Fundusz Kościelny działa na rzecz wszystkich Kościołów i innych związków wyznaniowych posiadających uregulowany status prawny w Rzeczypospolitej Polskiej (także tych, którym państwo niczego zabrać nie mogło, gdyż powstały po roku 1950). Według rejestru MSWiA jest ich ponad 160. Większość pieniędzy z Funduszu dostaje Kościół katolicki. Od 1990 roku jedynym źródłem finansowania Funduszu jest budżet państwa.

## Organizacja funduszu
Organizację, organa i tryb działania Funduszu Kościelnego określa statut stanowiący załącznik do uchwały nr 148 Rady Ministrów z dnia 7 listopada 1991 r. w sprawie statutu Funduszu Kościelnego (M.P. z 1991 r. nr 39, poz. 279). Fundusz Kościelny nie posiada osobowości prawnej. Usytuowany jest w strukturze Departamentu Wyznań Religijnych oraz Mniejszości Narodowych i Etnicznych Ministerstwa Spraw Wewnętrznych i Administracji.

## Finansowanie
Fundusz Kościelny początkowo miał być finansowany przede wszystkim z dochodów z nieruchomości przejętych przez państwo na mocy ustawy dotyczącej tzw. dóbr martwej ręki oraz uzupełniająco poprzez dotacje państwowe uchwalane przez Radę Ministrów. Okazało się to niemożliwe – nie wiadomo, jakie są to dochody, ponieważ nigdy nie zinwentaryzowano przejętych na rzecz skarbu państwa kościelnych dóbr ziemskich. Aktualnie (zgodnie z ustawami budżetowymi) Fundusz Kościelny jest finansowany z budżetu państwa.
Wydatki z budżetu państwa na Fundusz Kościelny w złotych (w nawiasie całkowite wydatki Funduszu Kościelnego):
- 1990 – 2 000 000 (2 110 071)[4]
- 1991 – 4 656 000 (4 459 747)[4]
- 1992 – 7 800 000 (7 932 900)[4]
- 1993 – 9 360 000 (9 474 400)[4]
- 1994 – 11 000 000 (11 127 109)[4]
- 1995 – 15 000 000 (15 122 318)[4]
- 1996 – 22 100 000 (22 376 247)[4]
- 1997 – 25 400 000 (25 400 000)[4]
- 1998 – 28 579 000 (28 579 000)[4]
- 1999 – 36 778 000 (36 778 000)[4]
- 2000 – 67 834 000 (67 834 000)[4]
- 2001 – 132 280 000 (132 280 000)[4]
- 2002 – 75 719 000 (75 719 000)[4]
- 2003 – 78 333 000 (78 333 000) (0,04% wszystkich wydatków budżetu państwa)[4]
- 2004 – 78 333 000 (78 333 000)[4]
- 2008 – 97 908 000[5]
- 2009 – 95 929 000[6]
- 2010 – 86 336 000[6]
- 2011 – 89 000 000[7]
- 2012 – 94 374 000[8]
- 2013 – 94 374 000[9]
- 2014 – 94 374 000 (133 142 700)[10][11]
- 2015 – 118 230 000 (128 058 900)[12][13]
- 2016 – 126 230 000 (133 650 100)[14][15]
- 2017 – 133 230 000[16][17]
- 2018 – zabezpieczono 156 893 000[18]
- 2019 – 140 834 000[19]
- 2021 – 193 700 000[20]
- 2022 – 192 800 000[20]
- 2023 – 216 000 000 (projekt budżetu)[20]
- 2024 – 257 000 000 (projekt budżetu)[21]

## Cele funduszu
W myśl pierwszego statutu Funduszu (z 1951 r.) jego działalność powinna obejmować:
- Konserwację i odbudowę miejsc poświęconych kultowi religijnemu;
- Udzielanie duchownym pomocy materialnej oraz lekarskiej;
- W uzasadnionych wypadkach obejmowanie duchownych ubezpieczeniem chorobowym;
- Dotowanie związków wyznaniowych;
- Specjalne zaopatrzenie emerytalne duchownych „społecznie zasłużonych”.

Obecnie cele Funduszu Kościelnego to m.in.:
- dotowanie lub całkowite finansowanie składek na ubezpieczenia społeczne i zdrowotne duchownych (całkowite dotyczy tylko misjonarzy i zakonnic klauzurowych)
- wspomaganie kościelnej działalności charytatywnej,
- wspomaganie kościelnej działalności oświatowo-wychowawczej i opiekuńczo-wychowawczej, a także inicjatyw związanych ze zwalczaniem patologii społecznych oraz współdziałania w tym zakresie organów administracji rządowej z Kościołami i innymi związkami wyznaniowymi,
- odbudowę, remonty i konserwację obiektów sakralnych o wartości zabytkowej.

|                                                | 1990 | 1991 | 1992 | 1993 | 1994 | 1995 | 1996 | 1997 | 1998 | 1999 | 2000 | 2001 | 2002 | 2003 | 2004 (plan) |
| ---------------------------------------------- | ---- | ---- | ---- | ---- | ---- | ---- | ---- | ---- | ---- | ---- | ---- | ---- | ---- | ---- | ----------- |
| Ubezpieczenia społeczne i zdrowotne duchownych | 8%   | 43%  | 36%  | 38%  | 46%  | 59%  | 57%  | 64%  | 80%  | 81%  | 87%  | 92%  | 85%  | 85%  | 86%         |
| Działalność charytatywno-opiekuńcza            | 46%  | 26%  | 18%  | 17%  | 14%  | 8%   | 12%  | 9%   | 6%   | 5%   | 4%   | 2%   | 4%   | 4%   | 4%          |
| Działalność oświatowo-wychowawcza              | 14%  | 9%   | 14%  | 12%  | 13%  | 8%   | 8%   | 6%   | 3%   | 3%   | 2%   | 1%   | 3%   | 3%   | 3%          |
| Remonty zabytkowych obiektów sakralnych        | 32%  | 26%  | 32%  | 34%  | 26%  | 24%  | 23%  | 21%  | 11%  | 11%  | 7%   | 5%   | 8%   | 8%   | 7%          |

## Sposób rozdziału środków
Dotacje z Funduszu Kościelnego przyznawane są na wniosek osób prawnych Kościołów i innych związków wyznaniowych lub z inicjatywy własnej Zarządu Funduszu Kościelnego. Przy decydowaniu o przyznaniu dotacji Zarząd Funduszu korzysta z opinii przedstawicielstw, jakie przy Funduszu Kościelnym mogą tworzyć osoby prawne Kościołów i innych związków wyznaniowych oraz bezpośrednio władz kościelnych.
W pierwszym roku działalności (1951) Fundusz przekazywał środki na następujące cele:
- Odbudowa i konserwacja istniejących oraz budowa nowych obiektów sakralnych – 145.500 zł (Kościół prawosławny 60.000, Kościół Polskokatolicki 43.500, Kościół Ewangelicko-Augsburski 30.000 i Centralna Muzułmańska Gmina Wyznaniowa 12.000);
- Pomoc materialna dla wymienionych z nazwiska duchownych (prawosławnego i polskokatolickiego) – 12.000;
- „Dotacje na wydatki osobowe i administracyjno-materialne” – 520.000 (w tym 340.000 dla Kościoła prawosławnego i 180.000 dla polskokatolickiego);
- Dla Kościoła ewangelicko-augsburskiego „na reorganizację prasy i organizację kursu” – 60.000.

W 1956 roku większość kwot (3.349.997 zł) wydatkowanych na działalność statutową Fundusz przeznaczył na pomoc materialną poszczególnym tzw. księżom patriotom. Pozostałe pozycje wydatków to: konserwacja i odbudowa obiektów sakralnych i innych obiektów kościelnych Kościoła rzymskokatolickiego (1.012.051,46 zł) i wyznań niekatolickich (459.000 zł) oraz dotacje związków wyznaniowych (631.291,49 zł).

## Finansowanie ubezpieczeń społecznych i zdrowotnych duchownych przez Fundusz Kościelny
1 lipca 1989 r. na mocy Ustawy z dnia 17 maja 1989 r. o ubezpieczeniu społecznym duchownych osoby duchowne zostały objęte powszechnym obowiązkowym systemem ubezpieczeń społecznych. Składkę na ubezpieczenie społeczne w wysokości określonej przez ustawę (art. 28 i 29) duchowni opłacali samodzielnie (art. 31 ust. 1), zaś za członków domów zakonnych i klasztorów – przełożeni zgromadzeń (art. 31 ust. 2). Na Fundusz Kościelny nałożono obowiązek finansowania składek członków zakonów kontemplacyjnych (art. 31 ust. 5) oraz koszty ubezpieczenia osób, które bez konieczności opłacania składek nabyły w momencie wejścia w życie ustawy uprawnienia emerytalne lub rentowe (art. 37). Rada Ministrów uchwałą z dnia 7 listopada 1991 r. (M.P. z 1991 r. nr 39, poz. 279) wprowadziła status Funduszu Kościelnego uzupełniony o odpowiednie zapisy realizujące postanowienia ustawy.
Od 1 stycznia 1999 r. Ustawą z dnia 13 października 1998 r. o systemie ubezpieczeń społecznych zobowiązano Fundusz Kościelny do finansowania 80% składek na ubezpieczenie społeczne, rentowe i wypadkowe osób duchowych (art. 16 ust. 10) oraz 100% składek za członków zakonów kontemplacyjnych klauzurowych, misjonarzy w okresach pracy na terenach misyjnych (art. 16 ust. 10), pozostawiając duchownym możliwość samodzielnego opłacania dobrowolnego ubezpieczenie chorobowego (art. 16. ust. 11). Jednocześnie Ustawą z dnia 18 lipca 1998 r. o zmianie ustawy o powszechnym ubezpieczeniu zdrowotnym ustawodawca zobowiązał Fundusz Kościelny do finansowania składki na ubezpieczenie zdrowotne duchownych, z wyłączeniem osób duchownych będących podatnikami podatku dochodowego od osób fizycznych lub zryczałtowanego podatku od przychodów osób duchownych (art. 1 pkt. 23 lit. c). Zapisy te utrzymano w obowiązującej obecnie Ustawie z dnia 27 sierpnia 2004 r. o świadczeniach opieki zdrowotnej finansowanych ze środków publicznych (art. 86 ust. 4).

## Finansowanie remontów obiektów sakralnych z Funduszu Kościelnego
Od 2016 obowiązują przepisy ustawowe dające podstawę do udzielania przez Fundusz Kościelny dotacji na konserwację i remonty obiektów sakralnych i kościelnych o wartości zabytkowej.

## Krytyka
Pieniądze z Funduszu dostają także Kościoły, których dóbr Państwo nigdy nie przejęło. Krytycy wskazują też, że Kościół odzyskał już wszystkie zabrane mu ziemie, więc Fundusz stracił rację bytu.

## Zapowiedź likwidacji
W exposé z 18 listopada 2011 r. Prezes Rady Ministrów Donald Tusk wyraził intencję zaprzestania finansowania ubezpieczeń emerytalnych osób duchownych z budżetu państwa, argumentując, iż z uwagi na zaspokojenie roszczeń majątkowych Kościołów, ustały przesłanki dla dalszego uprzywilejowania duchowieństwa w systemie emerytalnym. W odpowiedzi na interpelację poselską nr 671 w sprawie Komisji majątkowej i ewentualnej likwidacji Funduszu Kościelnego przedstawiciel Rządu wyjaśnił, że nałożenie na Fundusz Kościelny obowiązku finansowania ubezpieczeń społecznych osób duchownych Ustawą z dnia 13 października 1998 r. o systemie ubezpieczeń społecznych nie stanowiło realizacji zapisów Konkordatu między Stolicą Apostolską i Rzecząpospolitą Polską i może być zmienione bez porozumienia z przedstawicielami Kościołów. Zamianę Funduszu Kościelnego „na bardziej nowoczesne sposoby finansowania różnych form działalności kościołów” zawierać ma przygotowywana przez Ministerstwo Administracji i Cyfryzacji Ustawa o zmianie ustawy o gwarancjach wolności sumienia i wyznania oraz niektórych innych ustaw.
W grudniu 2012 Klub Poselski Ruch Palikota podjął próbę ograniczenia finansowania Funduszu zgłaszając m.in. 5899 poprawek do projektu ustawy budżetowej na 2013 rok, z których każda kolejno zmniejszała o 12 tys. zł dotacje i subwencje w części 43 – Wyznania religijne oraz mniejszości narodowe i etniczne w rozdziale 75822 – Fundusz Kościelny, z przeznaczeniem na utworzenie nowej rezerwy celowej pod nazwą „Finansowanie zabiegów in vitro”. Poprawki stały się jednak bezprzedmiotowe, gdyż wcześniej na wniosek Klubu Parlamentarnego Platformy Obywatelskiej zmniejszono środki w tym rozdziale o 94 mln 373 tys. zł tworząc nową rezerwę celową w części 83 pod nazwą Fundusz Kościelny. W styczniu 2013 Sejm przyjął poprawkę Senatu, zgodnie z którą zwiększono dotacje i subwencje na Fundusz Kościelny o 94 mln 373 tys. zł przy jednoczesnym skreśleniu tej pozycji z listy rezerw celowych.